# .edu
.edu – internetowa domena najwyższego poziomu przeznaczona dla instytucji naukowych. Została ogłoszona  1985 roku. W niektórych krajach jest domeną drugiego rzędu (np. .edu.mx w Meksyku, .edu.pl w Polsce, .ac.uk w Wielkiej Brytanii).